# Urtica incisa
Urtica incisa är en nässelväxtart som beskrevs av Jean Louis Marie Poiret. Urtica incisa ingår i släktet nässlor, och familjen nässelväxter. Inga underarter finns listade i Catalogue of Life.